# Maultier

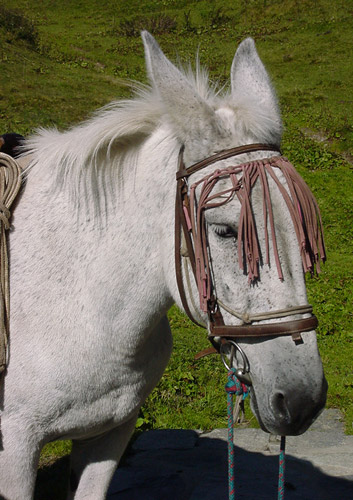
Kopf eines Maultiers

Das Maultier, auch Muli genannt, (von lateinisch mulus, ‚Maultier‘, ‚Maulesel‘) ist das Kreuzungsprodukt aus einer Hauspferdestute mit einem Hauseselhengst. Das so gezeugte Tier ist aus biologischer Sicht ein Hybride. Ein Hybride aus der umgekehrten Kombination, also aus einer Kreuzung von (Haus-)Pferdehengst und (Haus-)Eselsstute, wird im Deutschen stattdessen als Maulesel bezeichnet.
Als Hybride sind Maultiere mit seltenen Ausnahmen nicht fortpflanzungsfähig. Maultiere sind einfacher zu züchten als Maulesel und werden aufgrund ihrer im Vergleich zu den Pferden größeren Ausdauer und Unempfindlichkeit als Zug- und Tragtiere verwendet, eignen sich aber auch gut als Reittiere.

## Aussehen

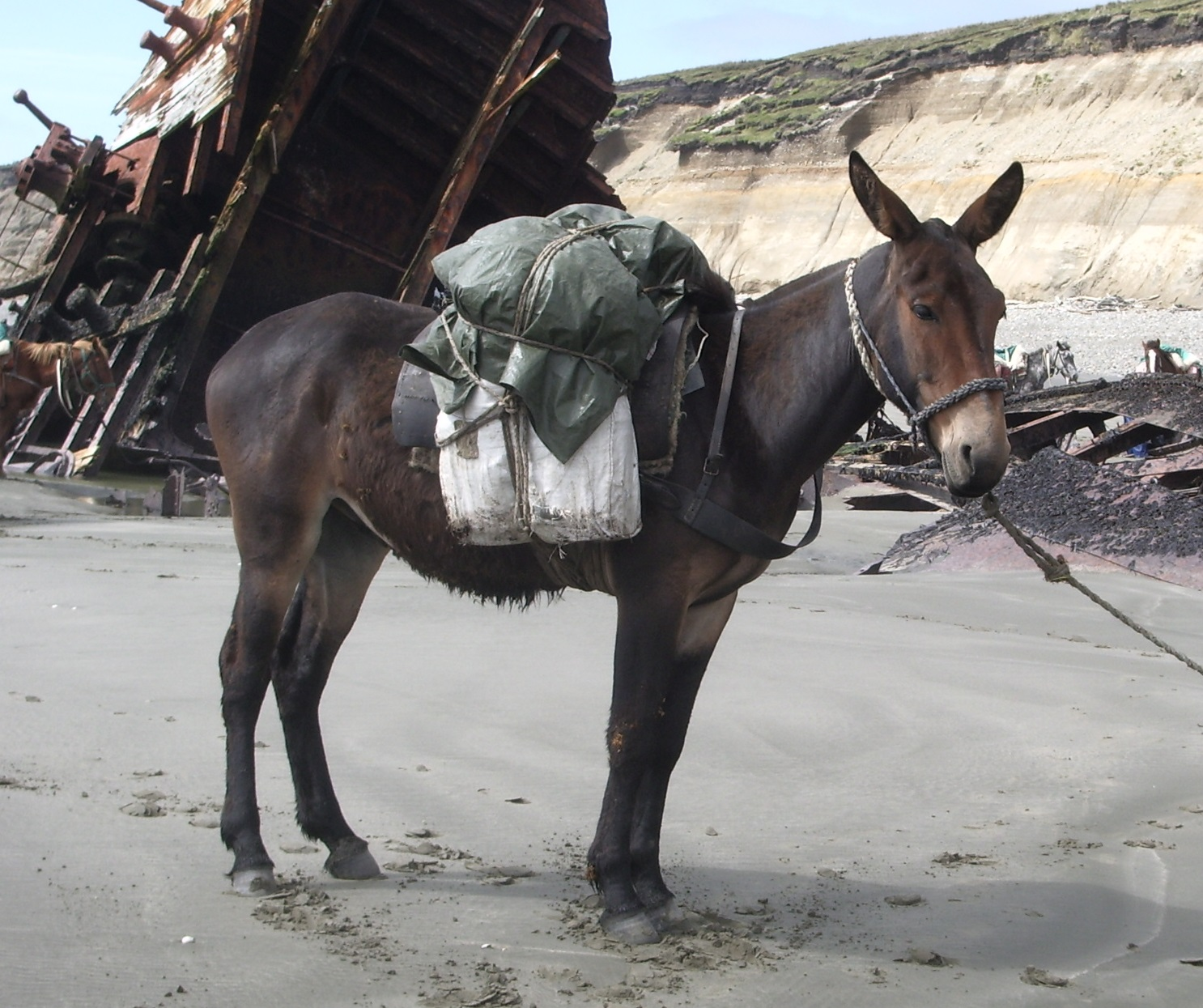
Maultier (5 Jahre) auf Expedition in Feuerland/südliches Argentinien

Ein Maultier ist meist größer als sein Eselvater und etwas kleiner als die Pferdemutter. Es sieht dem Pferd ähnlicher, nicht zuletzt wegen des großen und gestreckten Kopfs und seines Fells, das trotz der dickeren Haut dem Pferdefell sehr ähnlich sieht und in vielen Fällen sogar gleicht. Das Maultier behält jedoch, wohl als dominantes Erbmerkmal seines Eselvaters, die längeren Ohren. Andererseits haben Maultiere kleinere Nüstern als Pferde, und die vier Gliedmaßen sind eher schlank ausgebildet. Der Schwanz von Maultieren gleicht wiederum dem der Pferde – weshalb er auch Schweif genannt wird – und besitzt im Gegensatz zu den Eseln keine Quaste. Die Fellfarben können wie bei den Pferden variieren, am häufigsten sind diese braun, schwarzbraun oder schwarz, seltener grau und extrem selten weiß. Es kommen auch gescheckte Maultiere vor, dann meistens in den Farben weiß/hellbraun oder weiß/dunkelbraun. Oftmals ist bei Tieren mit dunkleren Fellfarben ähnlich wie bei den Eseln der Bereich um das Maul weiß oder weißlich (Mehlmaul). Üblicherweise werden Maultiere mit einem Stockmaß zwischen 140 und 155 cm gezogen, je nach Rasse der Eltern gibt es auch größere (bis über 190 cm) oder sehr viel kleinere Maultiere.

## Zucht

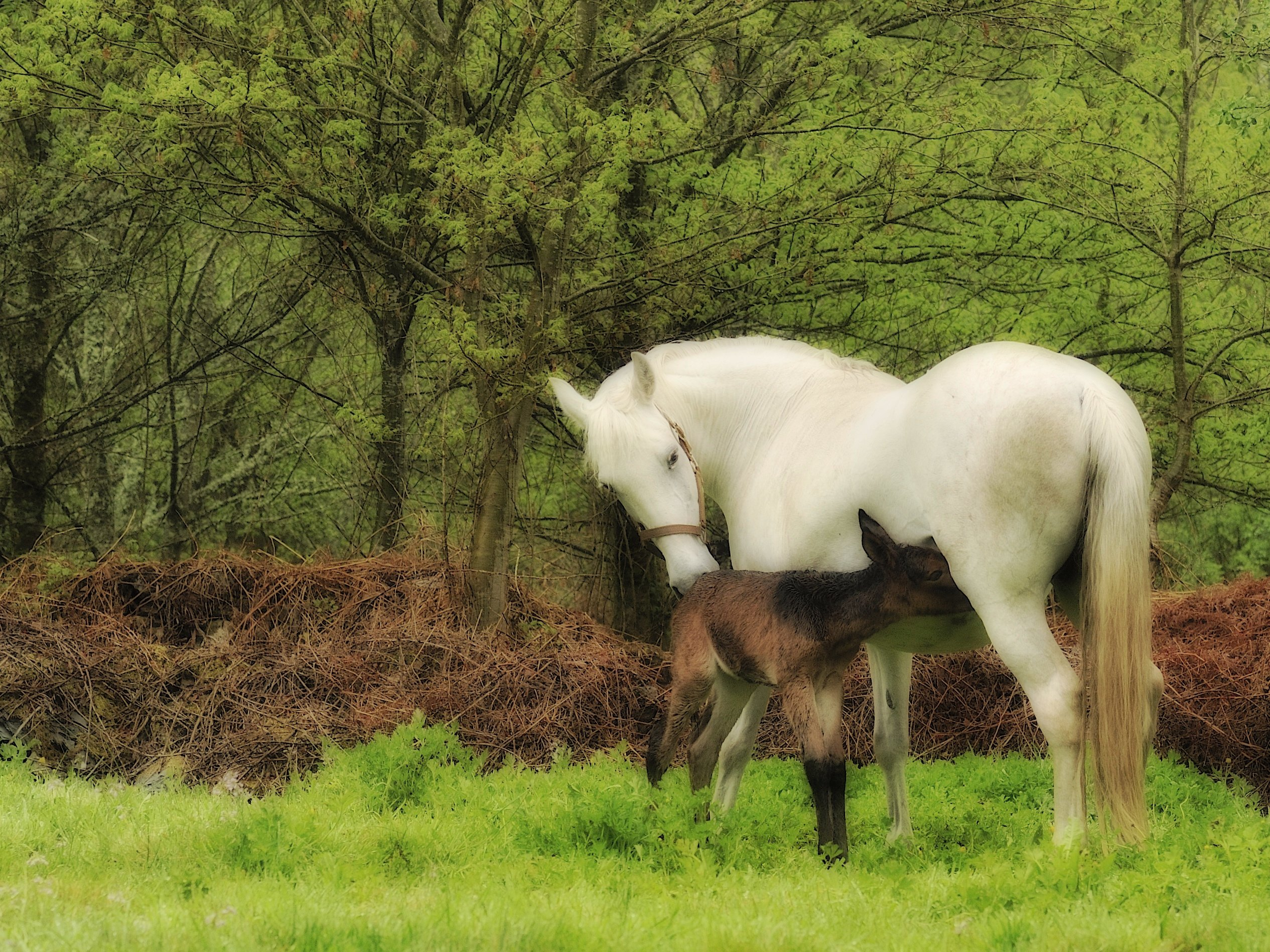
Pferdestute mit Maultierfohlen

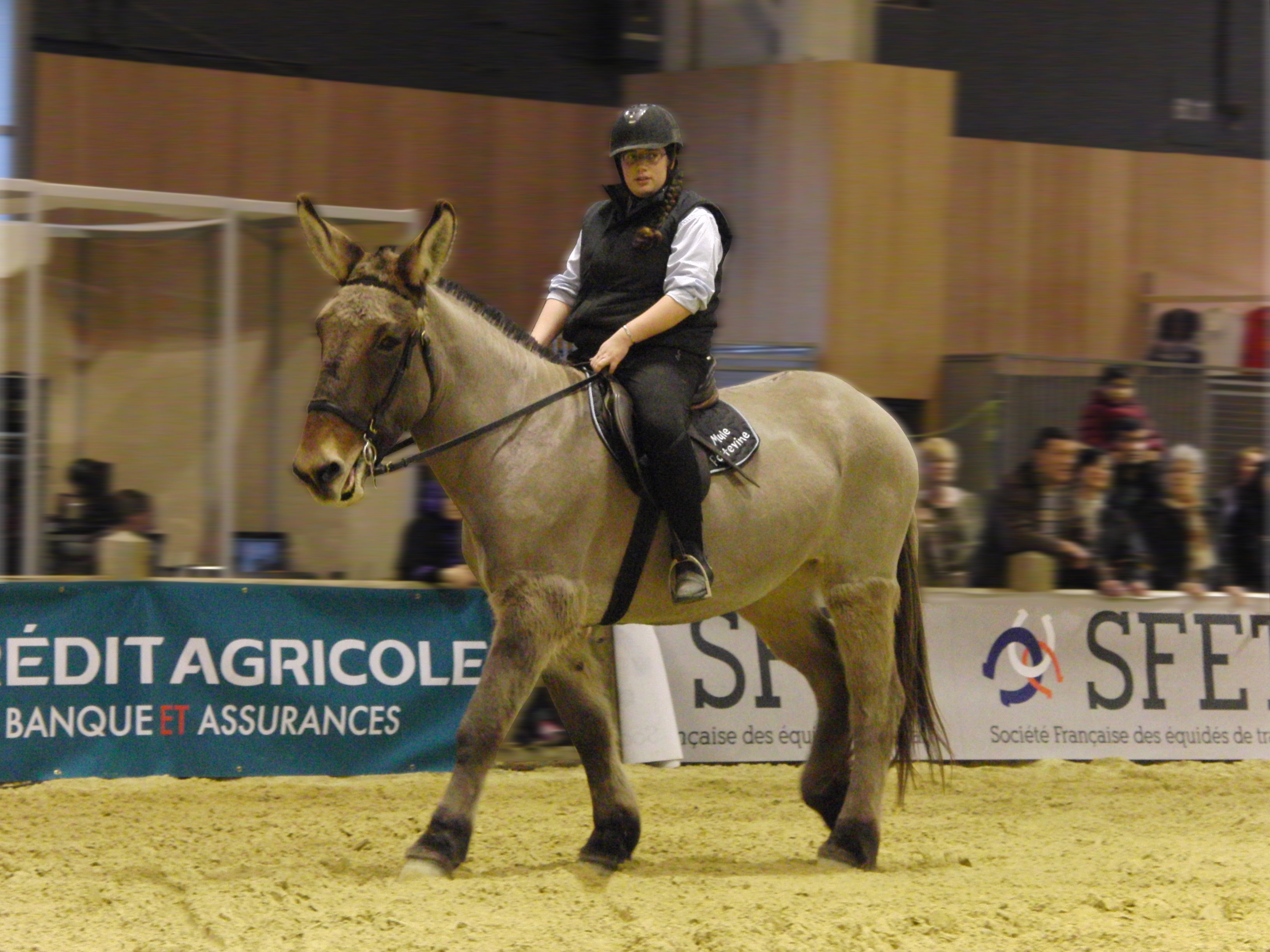
Ein Poitevin-Maultier bei der Internationalen Agrikultur-Schau 2014 in Paris, Frankreich

Bei der Vermischung des Erbgutes von Pferdestute (2n = 64 Chromosomen, n = 32) und Eselhengst (2n = 62 Chromosomen, n = 31) entsteht ein ungerader Chromosomensatz, der in der Regel keine Geschlechtszellenbildung erlaubt.
Gleichwohl können Maultiere den Geschlechtsakt ausführen und verfügen auch über einen natürlichen Geschlechtstrieb, wenn auch nicht so stark wie Pferde. Hengste sind stets unfruchtbar, gelegentlich kommen jedoch fruchtbare Stuten vor. Die größere Ähnlichkeit des Maultieres mit dem Muttertier (Pferd) beruht auf nichtchromosomaler Vererbung. Dabei bringt die mütterliche Eizelle den Hauptteil der Zellorganellen in die Zygote ein, so dass in der Filialgeneration mütterliche Merkmale vorherrschen. Maultier und Maulesel sind ein Paradebeispiel für das Imprinting.
Maultiere sind in der Regel größer als Maulesel, da das Muttertier eine Grenze für die Größe setzt und eine Pferdestute im Allgemeinen größer ist als eine Eselstute. Fohlen wachsen bei der Mutter auf und werden durch sie wesentlich geprägt; das Maultierfohlen wird also als Pferd aufgezogen, das Mauleselfohlen als Esel.
In Frankreich werden speziell für die Maultierzucht besonders große Poitou-Esel gezogen. Durch Kreuzung mit Poitevin-Stuten werden sie dazu verwendet, eine große, rustikale Maultierrasse, das Poitevin-Maultier, zu züchten.

## Eigenschaften

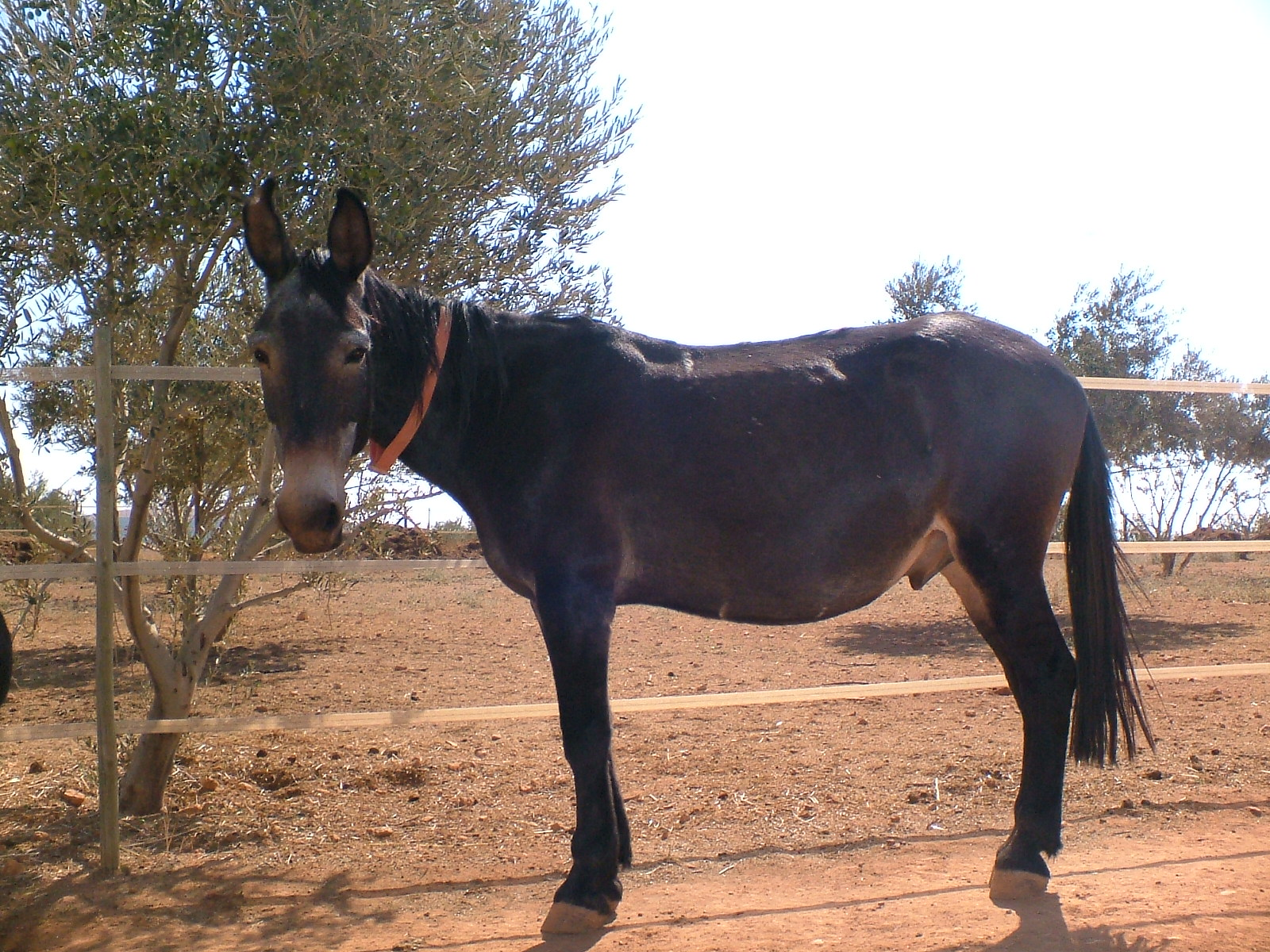
Junges Maultier aus den USA

Maultiere gelten als gutmütig und geradlinig, im Gegensatz zu Pferden auch als weit weniger scheu. Sie sind gegenüber Pferden gleichmäßiger belastbar und erholen sich sehr rasch von Strapazen. Damit verbunden ist auch eine besonders hohe Lebenserwartung von 45 bis über 50 Jahren, in Einzelfällen sogar noch mehr. Als Tragtiere sind Maultiere weitaus gutmütiger, sie können an einem Tag rund 150 kg etwa 30 bis 40 km weit transportieren. Als Zugtiere sind sie einsatzfreudiger und ausdauernder als Pferde, weshalb sie von Eignern von in der Landwirtschaft eingesetzten Tieren allgemein bevorzugt wurden. Maultiere bewährten sich besonders beim Ziehen von Pflügen auf schwierigen Böden aus Tonmineralen, weshalb sie sich – vor allem in den USA – aufgrund ihrer Geradlinigkeit und Willensstärke den Ruf besonderer Sturheit erwarben (stubborn like a Missouri mule = Stur wie ein Maultier aus Missouri). Maultiere sind wegen ihrer dickeren Haut gegenüber Pferden auch weit weniger empfindlich gegen hohe oder tiefe Temperaturen sowie ungünstiges Wetter wie Regen oder Schnee. Maultiere verfügen über eine wesentlich robustere gesundheitliche Konstitution und zudem über härtere Zähne, was Haltung, Einsatz sowie Fütterung besonders unter schwierigen geografischen und/oder klimatischen Bedingungen vereinfacht. Außerdem zeigen sie eine gewisse natürliche Resistenz gegen Insekten und Parasiten. Die Hufe eines Maultiers sind härter als die eines Pferdes und ähnlich denen eines Esels an einen steinigen Untergrund angepasst und eher auf Trittsicherheit denn auf Geschwindigkeit ausgerichtet. Damit verbindet das Maultier die Leistungsfähigkeit eines Pferdes bei größerer Ausdauer mit der Trittsicherheit eines Esels im Gelände. Dennoch kann ein vorwiegend als Reittier eingesetztes Maultier bei Bedarf kurzzeitig bis zu 60 km/h schnell laufen.
Zusammenfassend kann gesagt werden, dass Maultiere die Besonnenheit, die Ausdauer und die Trittsicherheit eines Esels in Kombination mit der Geradlinigkeit, der Kraft und dem Mut eines Pferdes besitzen. Ein Maultier ist daneben auch für ungeübte Reiter ein gutes Reittier, das im Allgemeinen gut beherrschbar ist und bei guter Ausbildung keine Überraschungen erwarten lässt.
Maultiere vertragen sich im Grunde sehr gut mit anderen Tieren, verhalten sich jedoch gegenüber Hunden im Allgemeinen weit weniger duldsam als Pferde, zudem sind sie weit weniger scheu und neigen bei Gefahr auch nicht dazu, einfach die Flucht zu ergreifen. Sie können mit allen Hufen in alle Richtungen ausschlagen und sind im Allgemeinen in der Lage, ihren Reiter gegen den Angriff von Wölfen (Europa, Nordamerika) oder Pumas (Mittel- und Südamerika) zu verteidigen. Es sind Fälle belegt, in denen ein Maultier entsprechende angreifende Raubtiere durch Hufschläge und -tritte vertrieben oder gar getötet hat.
Charles Darwin schrieb in Bezug auf die hervorragenden physischen Eigenschaften des Maultieres: Das Maultier scheint mir ein sehr erstaunliches Tier zu sein; es macht den Anschein, dass hier die Kunst die Natur übertroffen hat.

## Geschichte

### Mesopotamien
Maultiere sind bereits aus dem alten Orient belegt. Vielleicht züchteten bereits die Sumerer Maultiere, aus dieser Zeit sind jedenfalls Kreuzungen zwischen Esel und Onager belegt.

### Griechische und römische Antike
Auch in der griechischen Literatur werden Maultiere erwähnt.
In der Antike galten Maultiere als die edelsten Tiere überhaupt. Aus diesem Grunde wurden die Tierärzte im Römischen Reich damals nicht Rossärzte (equomedici), sondern Maultierärzte (mulomedici) genannt.
In der Fundregion Kalkriese (Niedersachsen) fanden sich die Reste eines adulten Maultieres, das möglicherweise im Jahre 9 n. Chr. in der Varusschlacht getötet worden war. Wie die Reste einer Deichselkappe belegen, war es als Zugtier eingesetzt. Auch in dem römischen Lager Dangstetten, das im Zuge des Alpenfeldzuges (15 v. Chr.) von der Legio XIX angelegt worden war, fanden sich die Reste von fünf Maultieren von überwiegend jugendlichem Alter, was für eine Verwendung als Zugtiere spricht. Sie sind teilweise zerlegt worden, wurden also vielleicht auch gegessen.
Knochenfunde von Maultieren sind jedoch eher selten. Eine sichere Unterscheidung zwischen Maultier, Pferd und Esel wird vor allem anhand der Zähne vorgenommen. Merkmalsüberschneidungen sind jedoch belegt.

### Mittelalter
Im Mittelalter sowie in der neueren Zeit gelangten Maultiere in alle Erdteile und spielten vor allem als Lasttiere eine bedeutende Rolle, besonders in geografisch und klimatisch schwierigeren Gebieten.

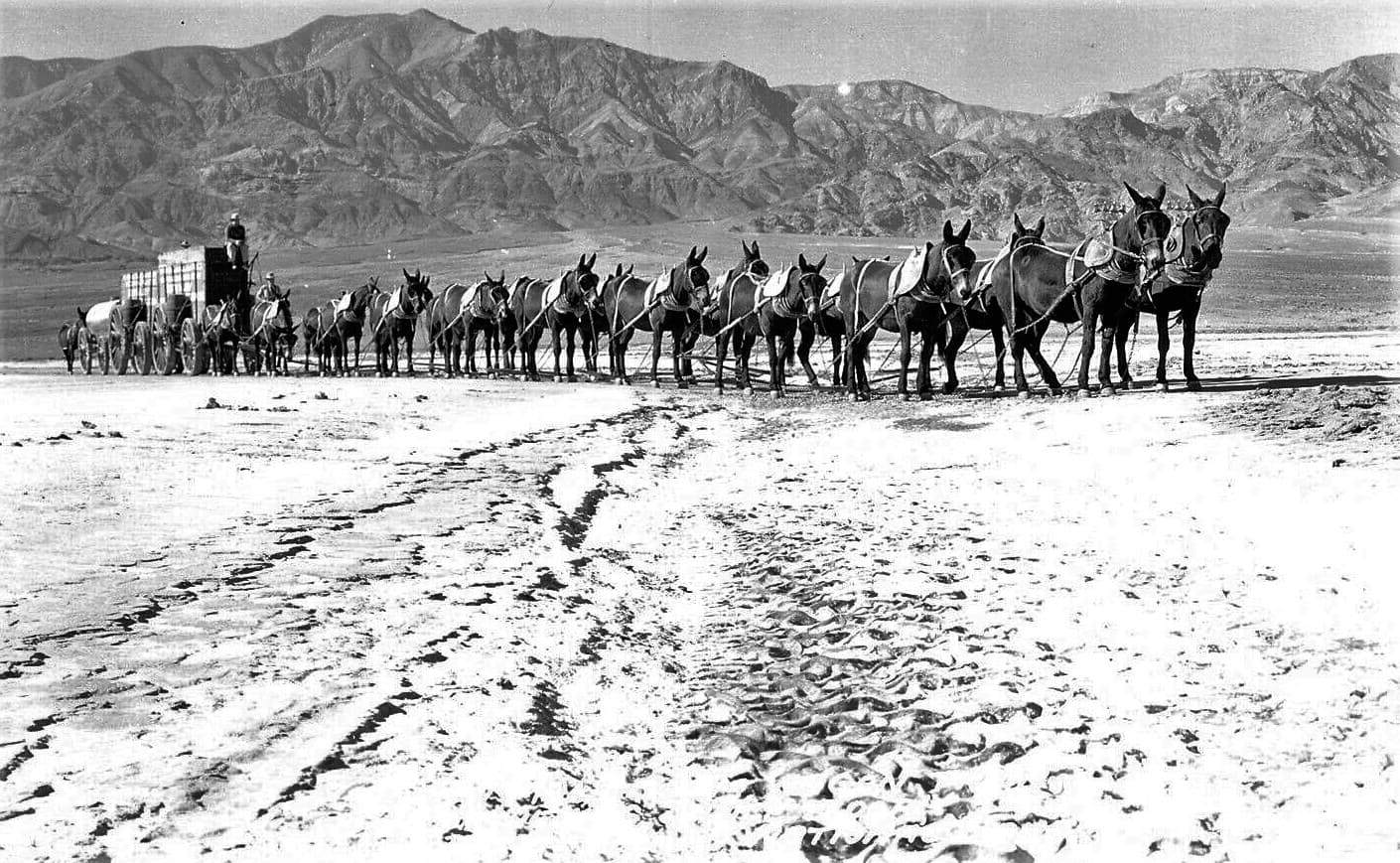
20-Maultier-Gespann im Death Valley, USA

### Neuzeit, Moderne
In beiden Weltkriegen kamen diese Tiere aufgrund ihrer günstigen Eigenschaften noch einmal auf praktisch allen Kriegsschauplätzen zahlreich zum Einsatz, im Ersten Weltkrieg vorwiegend bei Gebirgstruppen, im Zweiten Weltkrieg außerdem sowohl in kälteren Klimazonen wie den Steppen der Sowjetunion als auch in tropischen Gefilden wie Südostasien. Das italienische Heer setzte von 1872 bis 1991 hunderttausende Maultiere ein, vor allem im Gebirgskrieg 1915–1918. Bei der letzten Zählung 1918 wurden 520.000 Maultiere gezählt.
Seit den 1950er Jahren ging in den Industrieländern die Zahl der Maultiere nach der stetig zunehmenden Einführung moderner Landmaschinen und Lastkraftwagen stark zurück. In einigen Ländern wie z. B. den USA erreichte ihre Zahl historische Tiefstände.
Heute spielen Maultiere in weniger entwickelten Regionen der Welt nach wie vor eine wichtige Rolle in der Landwirtschaft sowie als Transportmittel. Außerdem haben sie ihre Bedeutung für militärische Zwecke in gebirgigen sowie schwer zugänglichen Gegenden bis heute behalten. In Europa und den USA werden Maultiere in privater Hand nach wie vor in kleinerem Stil gezüchtet und gehalten, wohl auch zum Privatvergnügen und zur Traditionspflege.

## Nutzung

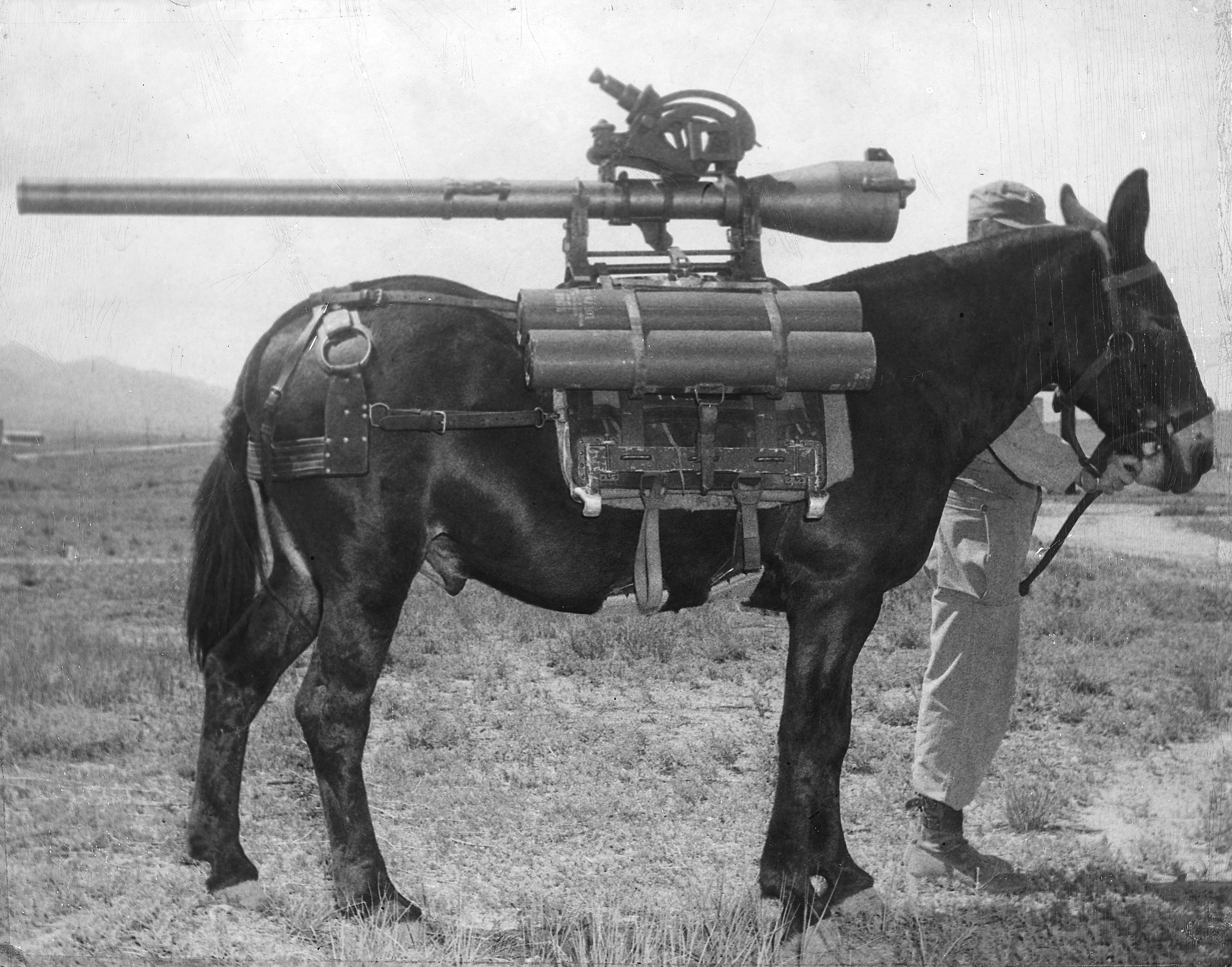
Maultier als Lastenträger beim Militär

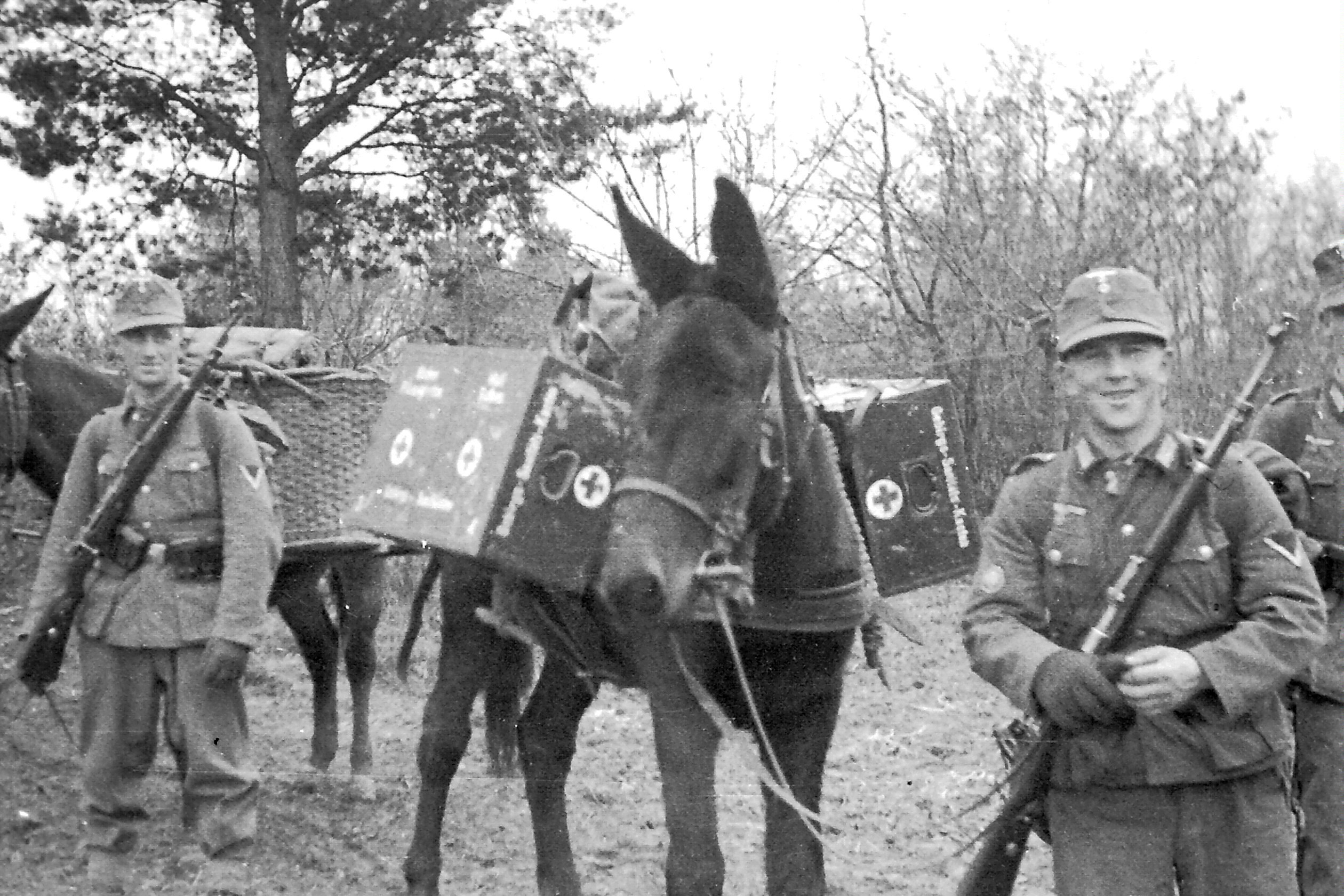
Gebirgssanitäter mit Maultier 1940

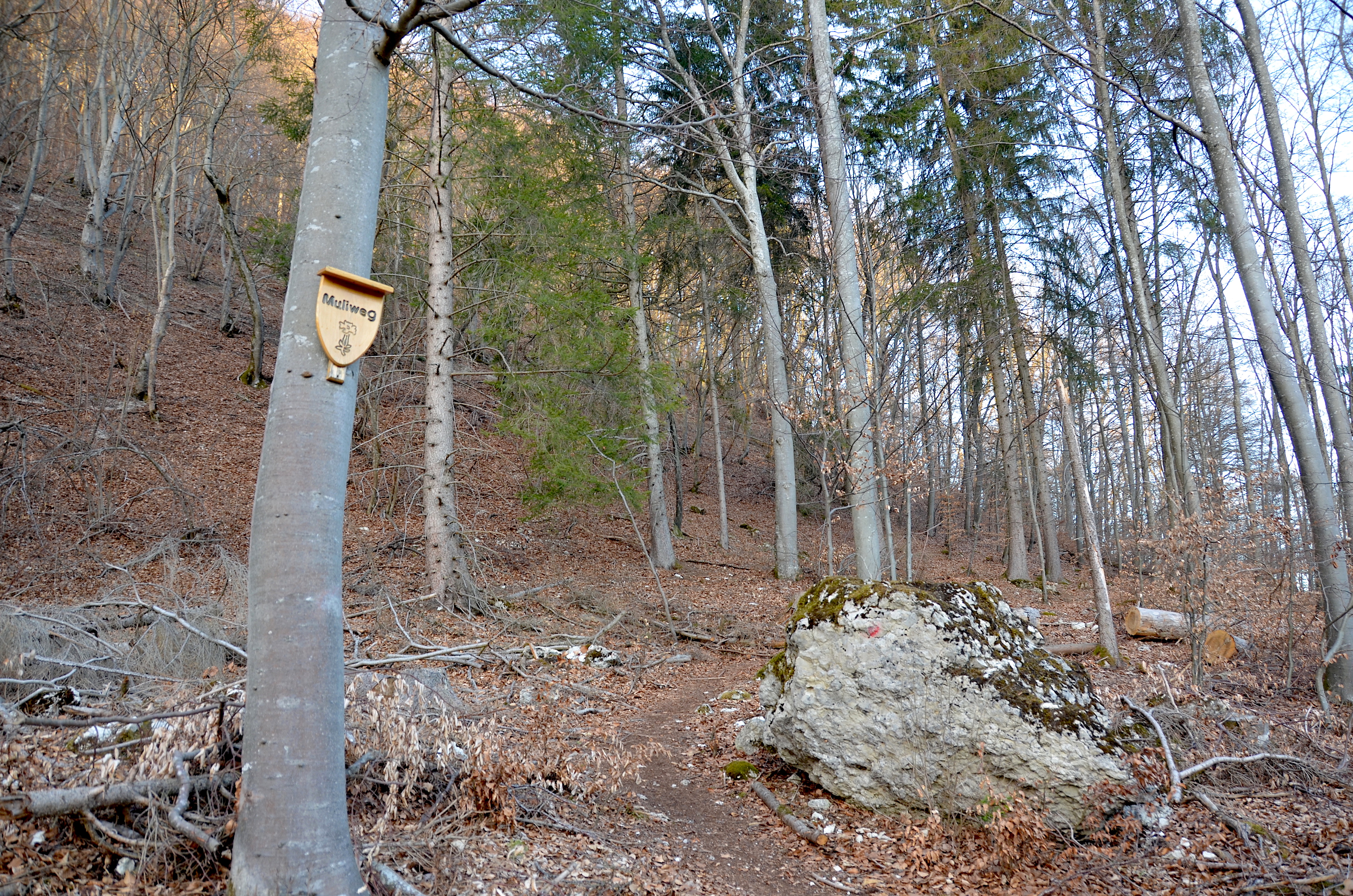
Muliweg der 4. Gebirgsjägerdivision aus den Jahren 1940/41

Maultiere werden unter anderem als Zug- und Tragtiere, Reittiere, für militärische Zwecke (Trainpferde) oder für den Transport kostbarer Fracht verwendet. Aufgrund ihrer Leistungsfähigkeit und Trittsicherheit waren Maultiere in der Geschichte besonders häufig bei Gebirgstruppen im Einsatz, so unter anderem auch in beiden Weltkriegen in Kolonnen als Lasttiere zum Transport von Waffen, Munition und Versorgungsgütern.
Vor der neuzeitlichen infrastrukturellen Erschließung der Alpenregion spielten die robusten Maultiere jahrhundertelang für die Handelswege über die Berge auf den Saumpfaden eine wichtige Rolle.
Auch im privaten Einsatz als Reittiere konnten sich Maultiere bewähren, sie waren weitaus stärker und schneller als Esel, gleichzeitig wesentlich weniger scheu als Pferde und obendrein in der Anschaffung und im Unterhalt weit günstiger als letztere. Als Reittier waren sie häufig in den Alpenländern, Südeuropa (vor allem auf Sizilien), Südamerika sowie den Südstaaten der USA anzutreffen.
Maultiere waren vor allem in wärmeren Klimazonen als Zugtier erste Wahl, da sie mit der dort vorherrschenden Hitze weit besser zurechtkamen als Pferde und zudem bei geringerem Futterverbrauch mehr und länger zu leisten imstande waren. So kam es, dass Maultiere schon früh zum Ziehen von Bergwerks-Loren eingesetzt wurden. Ab etwa 1860 zogen sie vor allem in Mittel- und Südamerika, den Südstaaten der USA, einigen Ländern in Afrika sowie zum Teil später auch in Spanien im Gegensatz zur üblichen Praxis in anderen Erdteilen die Pferdestraßenbahnen. Um die Jahrhundertwende wurden wie auch die Pferde die zwar zugstarken und in Anschaffung sowie Unterhalt günstigeren – in manchen Fällen aber auch sturen – Maultiere bei den meisten Betrieben durch elektrische Straßenbahn-Triebwagen ersetzt. Einige wenige Maultierbahnen verkehrten allerdings bis in die 1920er und 1930er Jahre – und zwei kleinere Bahnen dieser Art waren in Brasilien sogar noch bis in die 1960er Jahre in Betrieb.
Auch in heutiger Zeit haben Maultiere ihre Bedeutung und Funktion als Tragtiere in unwegsamen Gegenden der Welt trotz allem technischen Fortschritt nicht verloren. So wurden zum Beispiel nach dem schweren Erdbeben im nördlichen Pakistan und dem angrenzenden Kaschmir im Herbst 2005 über 2000 Maultiere der Tiertransporteinheiten (englisch: Animal Transport Units – ATU) der pakistanischen Armee mobilisiert, um die betroffene Bevölkerung in dem nur schwer zugänglichen Gebiet zu versorgen.
In einigen Fällen fanden ehemals zu Streitkräften gehörende Maultiere einen zweiten zivilen Verwendungszweck. So wurden zum Beispiel im Jahre 1975 in Hongkong von der Britischen Armee aus dem Dienst genommene Maultiere nach ihrer Entlassung und entsprechender Ausbildung vor Ort noch jahrelang für das therapeutische Reiten weiterverwendet.
Die größte Maultierpopulation in Deutschland befindet sich in Bad Reichenhall im Einsatz als Lasttiere für die dortigen Gebirgsjäger der Bundeswehr (Einsatz- und Ausbildungszentrum für Tragtierwesen 230). Wenn auch ihre Zahl gegenüber früheren Zeiten etwas zurückgegangen ist, werden diese Tiere nach wie vor bis heute vor allem im Winter zur Versorgung abgelegener und mit Fahrzeugen nicht erreichbarer Höfe und Hütten eingesetzt.

## Bildliche Darstellungen
Aus dem assyrischen Königspalast in Ninive sind Maultierdarstellungen aus der Zeit um 1000 bis 500 v. Chr. bekannt, diese können jedoch nach Aussage einiger Experten noch älter sein.

## Galerie

Maultier von Eadweard Muybridge (1893)
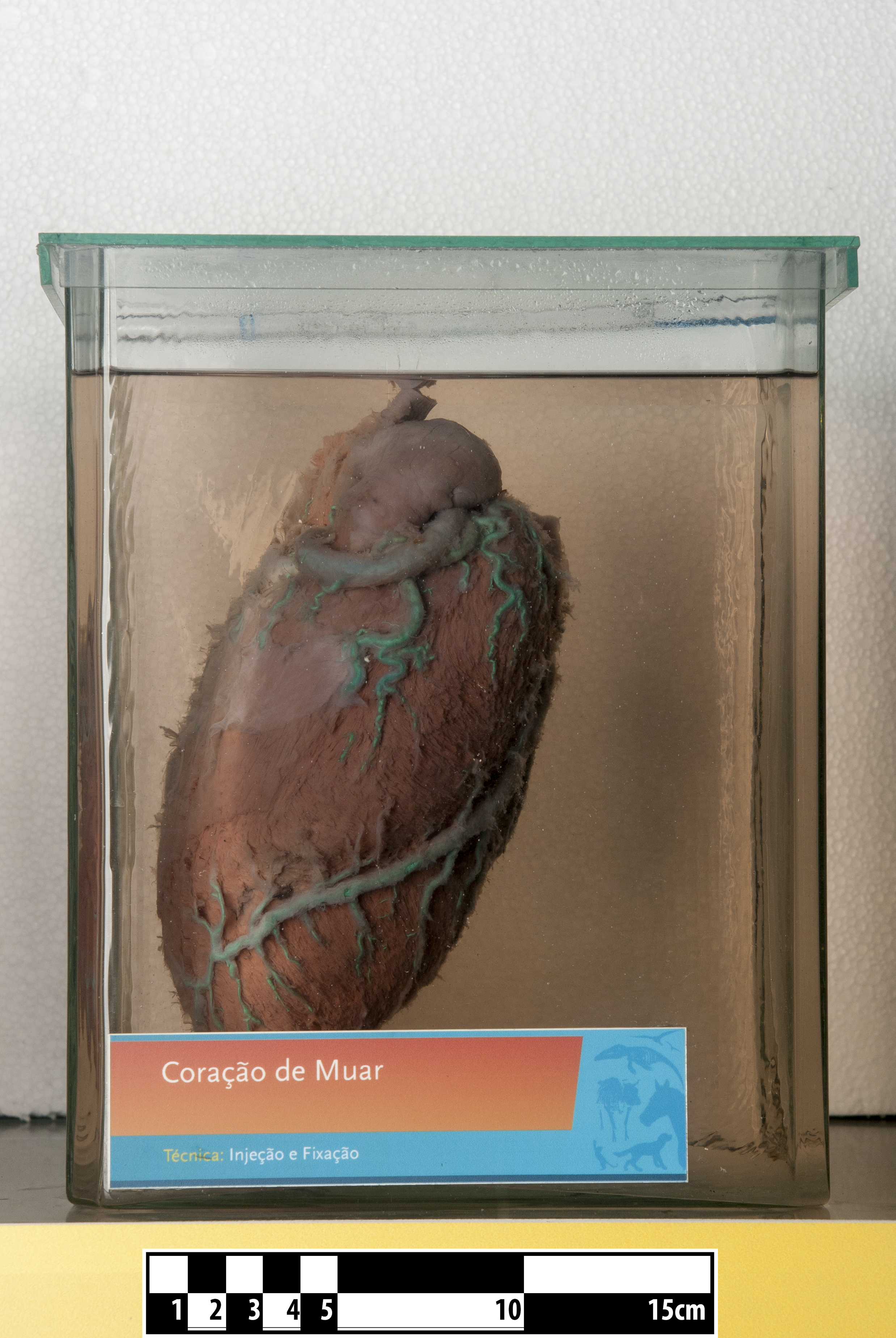
Maultierherz
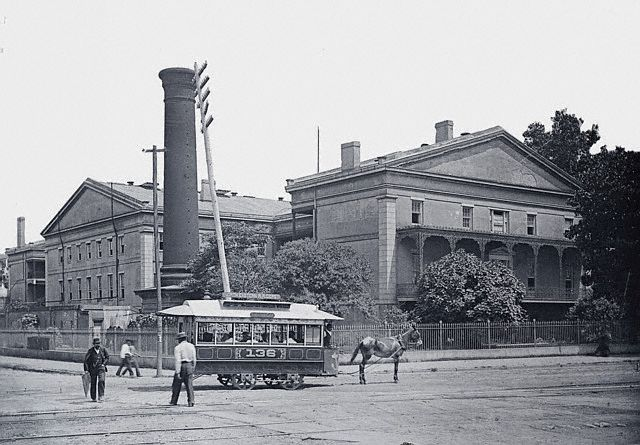
Maultier als Zugtier bei der Pferdestraßenbahn von New Orleans (USA) um 1890